# Akgün Kaçmaz
Akgün Kaçmaz (Ankara, 19 febbraio 1935 – Fethiye, 12 novembre 2023) è stato un calciatore turco, di ruolo difensore.